# 58
58 (LVIII) var ett normalår som började en söndag i den julianska kalendern.

## Händelser

### Okänt datum
- Paulus skriver förmodligen Romarbrevet detta år (eller 57). Han grips därefter i Jerusalem och fängslas i Caesarea. Han åberopar då sitt romerska medborgarskap och skickas till Rom för att dömas.
- Fikusträdet Ficus Ruminalis börjar dö.
- Kejsar Nero blir återigen konsul i Rom.
- Vänskapen mellan Nero och Otho tar slut, när de båda förälskar sig i Poppea Sabina, och Otho skickas till Lusitania som guvernör.
- Den romerske befälhavaren Gnaeus Domitius Corbulo erövrar Artaxata i Armenien, i kriget mot Parterriket.
- I Thüringen utbryter en konflikt mellan två germanska stammar över tillgången till vatten.
- Den kinesiska Handynastins Yongping-erainleds.
- Kinas nye kejsare Ming-Ti introducerar buddhismen i Kina och västra Indusdalen.

## Födda
- Juvenalis, romersk poet (möjligen född detta år)